# Kujawki (powiat wągrowiecki)
Kujawki (niem. Kujawki) – wieś w Polsce położona w województwie wielkopolskim, w powiecie wągrowieckim, w gminie Gołańcz.
Kujawki dzierżawił w latach 1834–40 Karol Libelt i tutaj też mieszkał. Właścicielem majątku był wówczas Pantaleon Szuman, jego teść. 13 listopada 1852 roku w Kujawkach urodził się Leon Szuman, lekarz, poeta i społecznik. Pod koniec XIX wieku majątek Kujawki liczył 8 domostw i 96 mieszkańców (31 ewangelików i 65 katolików).
W okresie germanizacji nazewnictwa Niemcy dokonali zmiany miejscowości na Schwarzacker, nazwa ta obowiązywała w okresie 1914–1919 oraz podczas okupacji niemieckiej do stycznia 1945.
W latach 1975–1998 miejscowość administracyjnie należała do województwa pilskiego.